# تالاهی آیلند (جورجیا)
تالاهی آیلند (به انگلیسی: Talahi Island) یک منطقهٔ مسکونی در ایالات متحده آمریکا است که در جورجیا واقع شده‌است. تالاهی آیلند ۳٫۸ کیلومتر مربع مساحت و ۱٬۲۴۸ نفر جمعیت دارد و ۳٫۶۶ متر بالاتر از سطح دریا واقع شده‌است.